# Herrieden
Herrieden est une ville allemande située en Bavière, dans l'arrondissement d'Ansbach et le district de Moyenne-Franconie.

## Géographie

Situation de la ville de Herrieden (en rouge) dans l'arrondissement d'Ansbach

Herrieden est située sur le cours supérieur de l'Altmühl, à 12 km au sud-ouest d'Ansbach, le chef-lieu de l'arrondissement.
De nombreuses communes ont été incorporées à la ville de Herrieden dans les années 1970 : Elbersroth, Heuberg, Hohenberg, Lammelbach, Neunstetten, Oberschönbronn, Rauenzell, Roth, Stadel.

## Histoire
Herrieden est née autour de son abbaye. Le monastère bénédictin, fondé en 782, fut offert au roi de Franconie, Charlemagne. Bien placé sur l'Altmühl (commerce fluvial) et sur la route Fürth-Donauwörth, le monastère se développe très rapidement et, dès 791, il a des possessions à Melk, Grünz et Prelach en Basse-Autriche. Il reçoit la visite de l'Empereur en 793. En 796, Alcuin intervient dans les affaires de l'abbaye pour régler les problèmes de Deocar (qui fut plusieurs fois missi dominici), le premier abbé, avec ses moines.
En 802, l'abbaye d'Herrieden obtient les droits sur l'église du Sauveur de Duisbourg. L'abbé Liutpert d'Herrieden devient archevêque de Mayence en 863 et, en 888, l'abbaye devient cathédrale et les moines, chanoines dépendant de l'évêché d'Eichstätt, dépendance qui durera jusqu'au XIXe siècle.
Le monastère souffre au Xe siècle des invasions hongroises.
En 1122 apparaît la première mention du château de la ville et de ses remparts et, en 1230, Herrieden obtient le statut de ville. Le XIVe siècle est marqué par un grand incendie en 1305 et par le cadeau de reliques de Saint Veit en 1358 de la part de l'empereur Charles IV.
1470 voit la création d'une école fondée par Jacob Fugger, le grand négociant nurembergeois. Malheureusement, en 1490, un second incendie occasionne de grandes destructions dans la cité.
La Guerre de Trente Ans est la cause de nouvelles destructions de la part des troupes suédoises en 1633. Herrieden devient au début du XVIIIe siècle le lieu de résidence des princes-évêques d'Eichstätt.
La ville est intégrée en 1791 au royaume de Prusse et à celui de Bavière en 1806. De 1803 à 1862, Herrieden est le chef-lieu d'un arrondissement qui disparaît pour être absorbé par celui de Feuchtwangen.
La connexion en 1803 au réseau ferré est une source de prospérité pour la ville. Cette ligne de chemin de fer est cependant fermée dans les années 1960. Herrieden bénéficie aujourd'hui de sa proximité avec Nuremberg.

## Démographie
Ville de Herrieden seule :
| 1910  | 1933  | 1939  |
| ----- | ----- | ----- |
| 1 041 | 1 108 | 1 185 |

Ville de Herrieden dans ses limites actuelles
| 1840  | 1871  | 1900  | 1910  | 1925  | 1933  | 1939  | 1950  | 1961  |
| ----- | ----- | ----- | ----- | ----- | ----- | ----- | ----- | ----- |
| 3 937 | 3 855 | 4 064 | 4 146 | 4 064 | 4 195 | 4 171 | 5 878 | 5 215 |

| 1970  | 1987  | 2000  | 2003  | 2009  | - | - | - | - |
| ----- | ----- | ----- | ----- | ----- | - | - | - | - |
| 5 631 | 6 250 | 7 528 | 7 560 | 7 622 | - | - | - | - |

## Monuments
- Tour de la Cigogne, (Storchenturm), ancienne porte de la ville construite en 1340 par la prince-évêque d'Eichstätt, de nos jours un des derniers lieux de nidification des cigognes dans l'Altmühltal ;
- Pont sur l'Altmühl, construit en 1711 (le premier pont sur la rivière datait de 836) ;
- Ancien château, détruit une première fois par l'empereur Louis IV en 1316, reconstruit en 1342, détruit de nouveau par les Suédois en 1633. Reconstruit, il devint la brasserie du prince-évêque de 1685 à 1717 et il est toujours une brasserie privée actuellement ;
- Maison du Prieur, bibliothèque aujourd'hui ;
- Ancien hôpital qui fonctionna de 1476 à 1979 ;
- Fronveste, ancienne tour de défense, devenue ensuite une prison ;
- Basilique de St-Vit et St-Deocar, consacrée pour la première fois en 1071. L'édifice actuel est de style gothique tardif et date des années 1490-1533. Il reçut une décor intérieur baroque au XVIIIe siècle et a été élevé à la dignité de basilique mineure par le Pape Benoît XVI le 14 juillet 2010 ;
- Église des Saintes Femmes (Kirche Unserer Liebe Frau).

## Jumelages
- Bockau (Allemagne), en Saxe, dans le district de Chemnitz et l'arrondissement des Monts-Métallifères
- Melk (Autriche), dans la province de Basse-Autriche

## Galerie

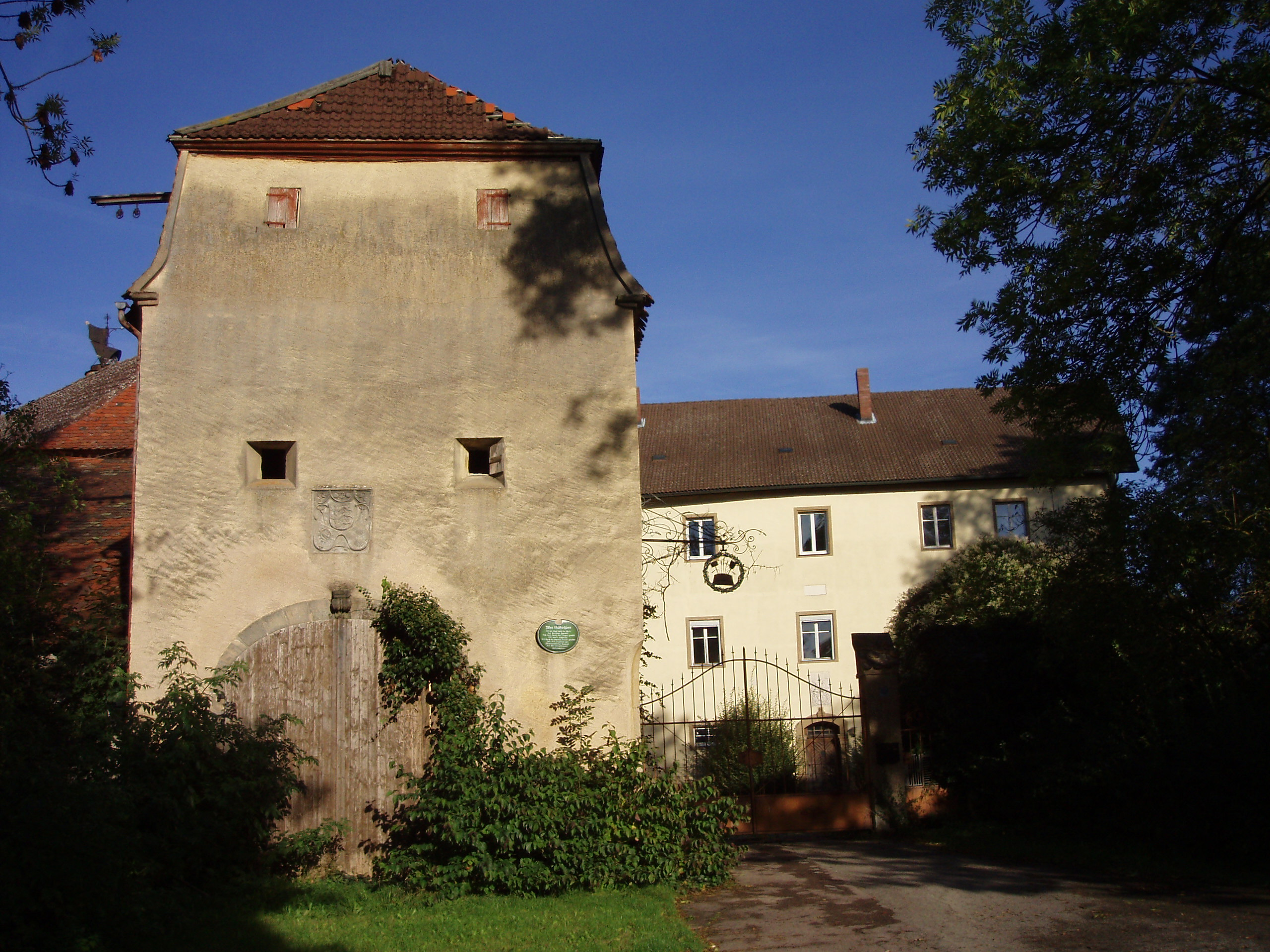
L'ancien château
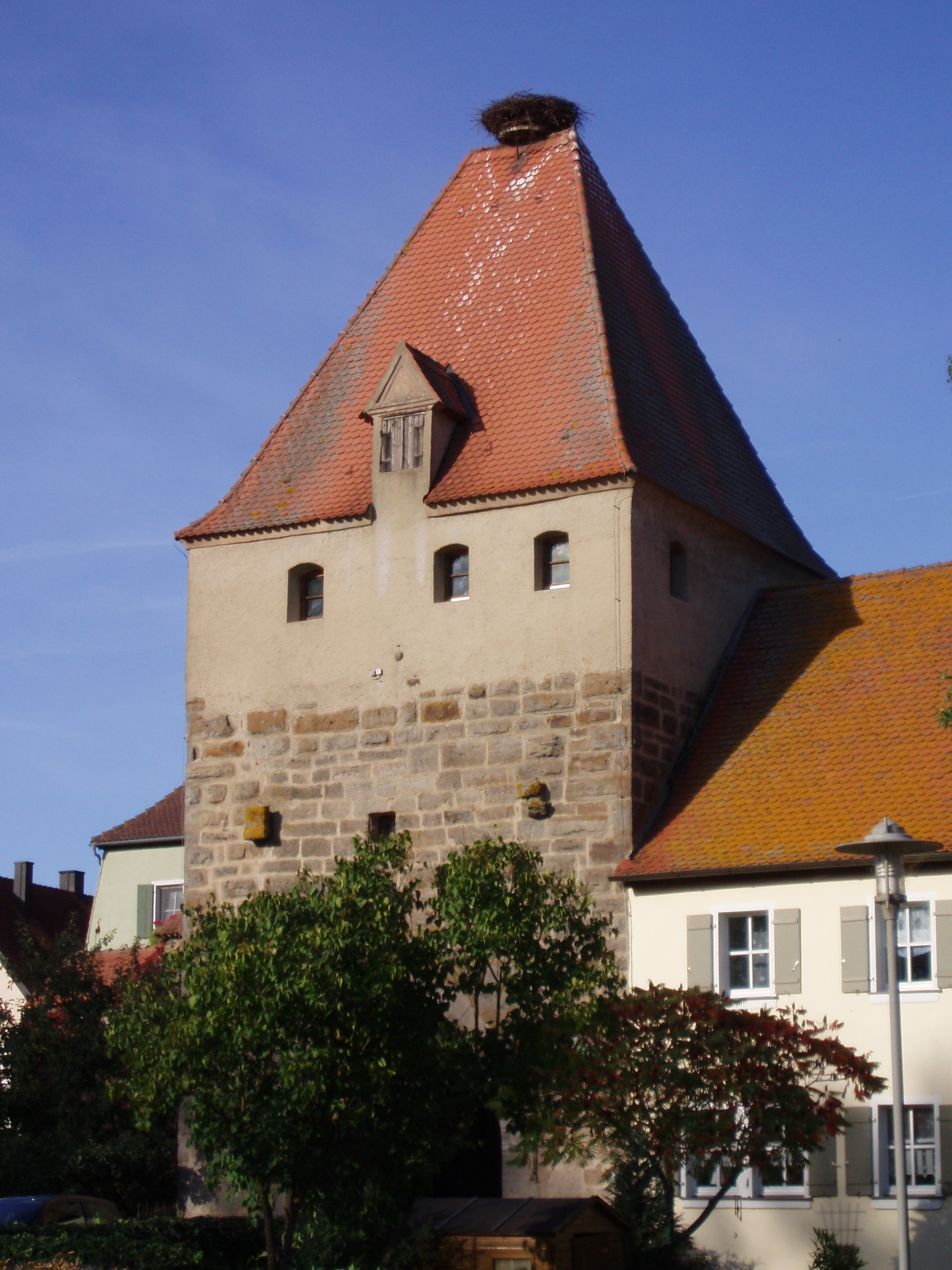
La Tour de la Cigogne
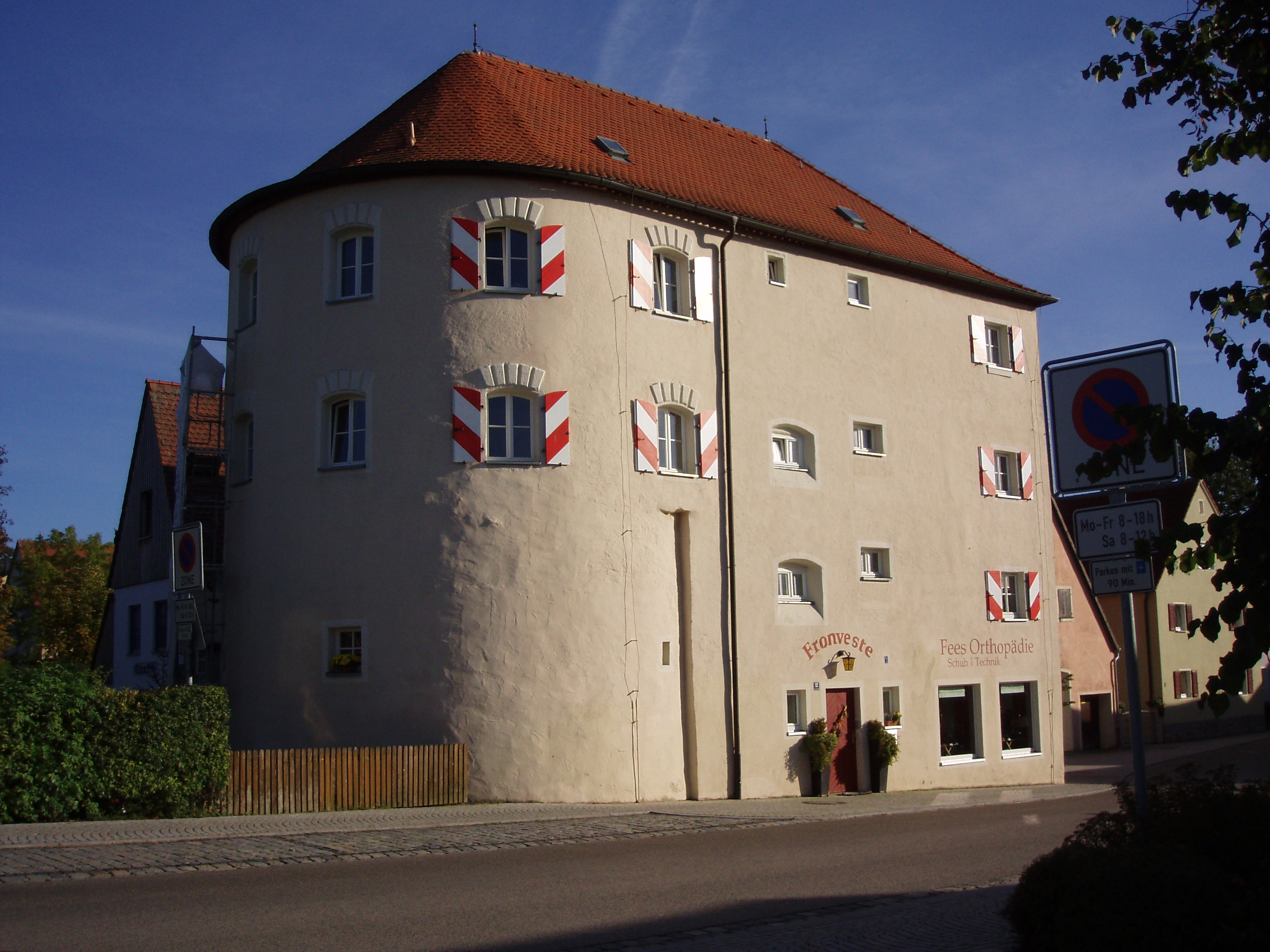
L'ancienne prison
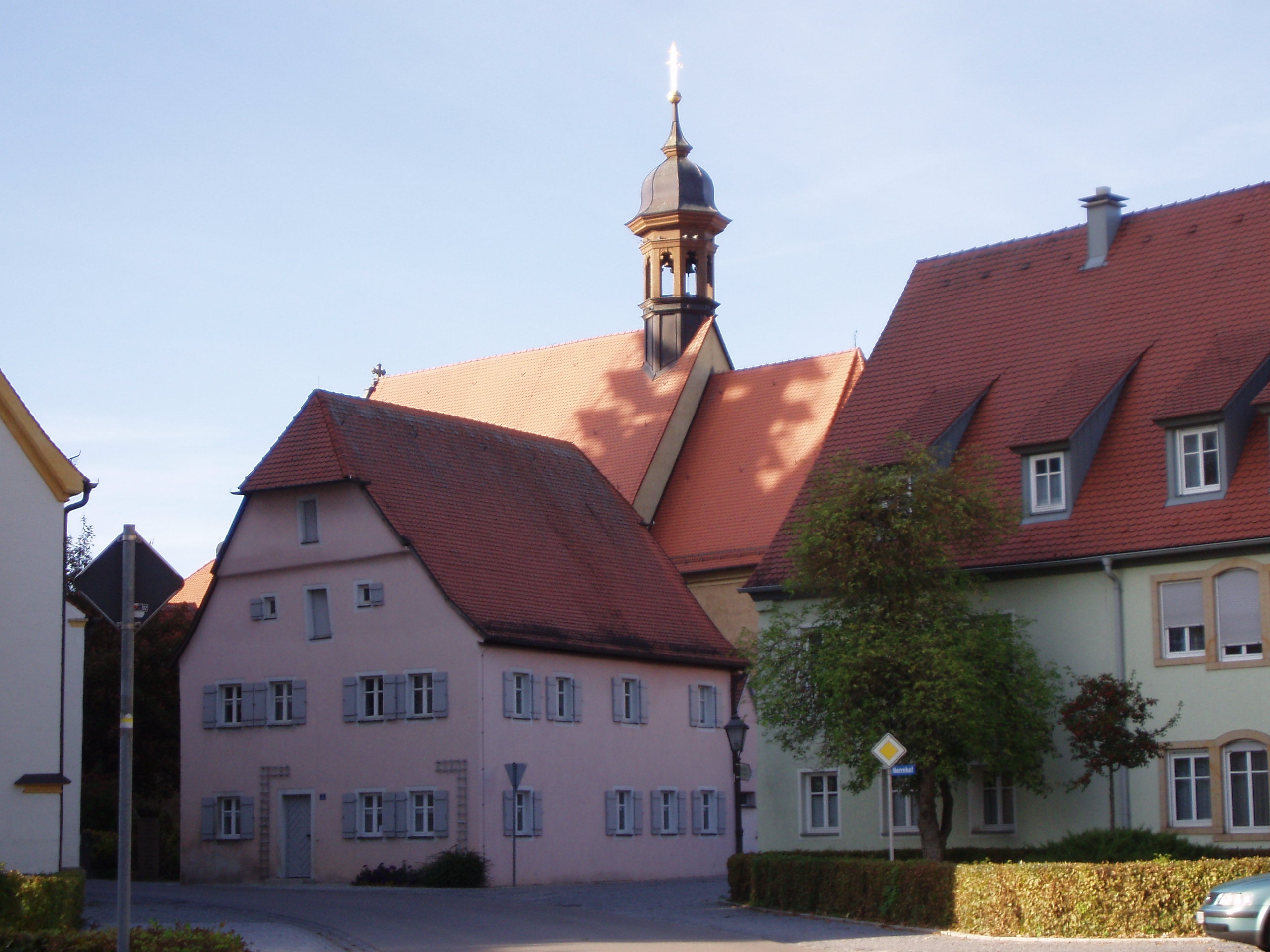
La maison du Prieur
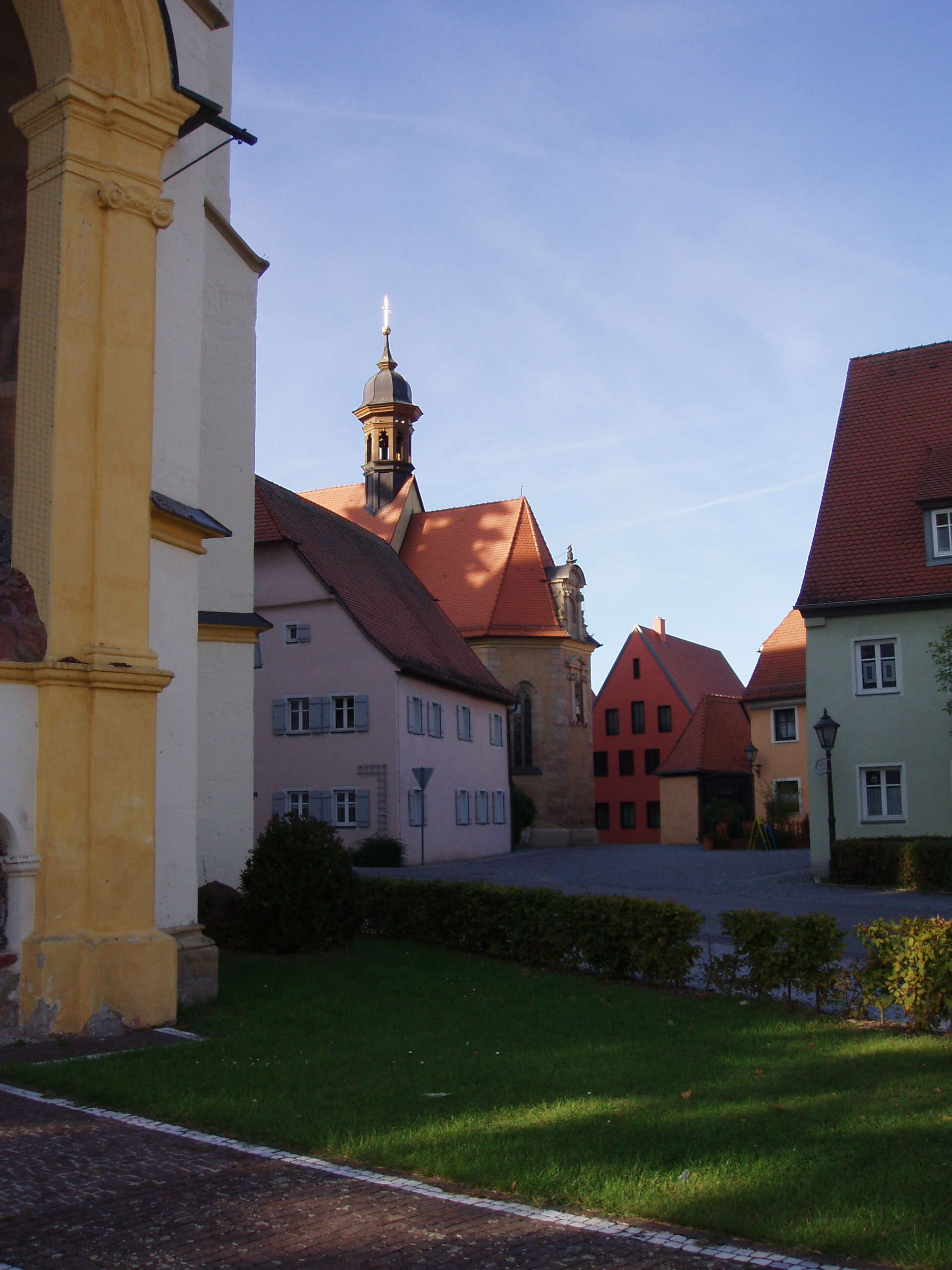
L'église des Saintes Femmes
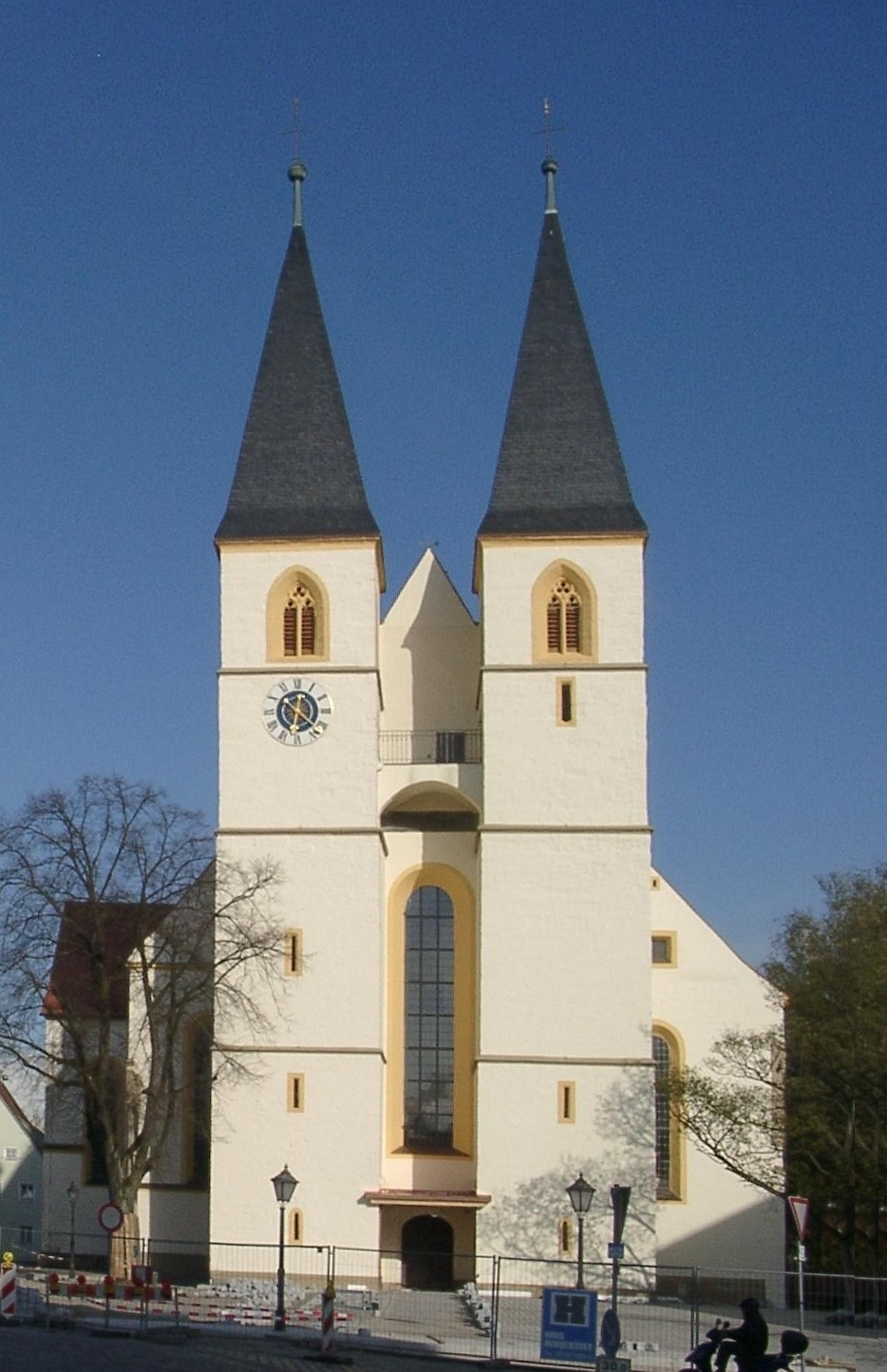
La basilique St Vit et St Deocar